# Matthew-Wood-Syndrom
Das Matthew-Wood-Syndrom ist eine sehr seltene angeborene Erkrankung mit einer Anophthalmie kombiniert mit einer Lungenhypoplasie und gehört zu den syndromalen Mikrophthalmien.
Synonyme sind: Anophthalmie - pulmonale Hypoplasie; Mikrophthalmie, syndromale, Typ; MCOPS9
Die Bezeichnung wurde von den Autorinnen der Erstbeschreibung aus dem Jahre 1996 durch Mary J. Seller, Teresa B. Davis und Mitarbeiter auf Wunsch der Eltern vorgeschlagen.

## Verbreitung
Die Häufigkeit wird mit unter 1 zu 1.000.000 angegeben, die Vererbung erfolgt  autosomal-rezessiv.

## Ursache
Der Erkrankung liegen Mutationen im STRA6-Gen auf Chromosom 15 Genort q24.1  zugrunde.

## Klinische Erscheinungen
Klinische Kriterien sind:
- Mikrophthalmie
- Lungenhypoplasie

hinzu können weitere Fehlbildungen kommen.

## Differentialdiagnose
Abzugrenzen ist die autosomal-dominant vererbte  Syndromale Mikrophthalmie Typ 12 (MCOPS12) mit Mutationen am RARB-Gen im Chromosom 3 p24.2